# Ricardo Puno sr.
Ricardo C. Puno sr. (Guagua, 4 januari 1923 - 25 juli 2018) was een Filipijns jurist en politicus. Hij was werkzaam als advocaat en rechter. Puno was onder meer rechter van het Hof van beroep, lid van het Batasang Pambansa en minister of Justitie in het kabinet van Ferdinand Marcos.

## Biografie
Ricardo Puno werd geboren op 4 januari 1923 in Guagua in de Filipijnse provincie Pampanga. Zijn ouders waren dr. Clemente Puno en Beatriz Concepcion. Puno behaalde in 1947 een Bachelor of Arts-diploma aan de Ateneo de Manila University en voltooide in 1948 een bachelor-opleiding rechten aan de Manuel L. Quezon University. In 1949 slaagde hij voor het toelatingsexamen (bar exam) van de Filipijnse balie. Nadien was hij tot 1962 werkzaam op het advocatenkantoor Ledesma, Puno & Associates. 
In 1962 werd hij benoemd tot rechter van het Court of First Instance (CFI) van Zambales. Deze functie bekleedde hij 1964. Nadien was hij rechter van het CFI in Bulacan (1964-1965) en Manilla (1965 tot 1973). Tevens was Puno van 1972 tot 1973 rechter van het Court of Industrial Relations. In 1973 werd Puno door president Ferdinand Marcos benoemd tot rechter van het Hof van beroep, een functie die hij bekleedde tot 1978. 
Van 1978 tot 1984 was Puno namens National Capital Region lid van het Batasang Pambansa, het toenmalig Filipijns parlement. In 1979 werd hij door Marcos tevens benoemd tot minister van Justitie. Beide functies vervulde hij tot 1984. Daarnaast was hij van 1979 tot 1984 ook Filipijns delegatielid bij de Algemene Vergadering van de Verenigde Naties. In 1984 begon hij zijn eigen advocatenkantoor en richtte hij zich weer op zijn werk als advocaat. Het advocatenkantoor werd na zijn pensionering voortgezet door enkele van zijn zonen.
Naast zijn werk als advocaat en later rechter was Puno was van 1949 tot 1991 docent rechten en hoogleraar rechten aan onderwijsinstelling als de Ateneo de Manila University, San Beda College, Manuel L. Quezon University, University of Santo Tomas, San Sebastian College, Adamson University en de University of the Philippines. Hij werd onderscheiden met eredoctoraten van Angeles University en Manuel L. Quezon University.
Puno overleed in 2018 op 95-jarige leeftijd. Hij was getrouwd met Priscilla Villanueva en kreeg met haar 12 kinderen. Vijf van hen, waaronder zijn oudste zoon en naamgenoot Ricardo Puno jr., werden ook jurist. Zijn zonen Ronaldo en Roberto werden eveneens politicus. Ronaldo was onder meer minister van Binnenlandse zaken in de kabinetten van Joseph Estrada en Gloria Macapagal-Arroyo.

### Boeken
- Asia Research Systems (1980), The Outstanding Leaders of the Philippines, Press Foundation of Asia, Manilla
- D. H. Soriano, Isidro L. Retizos (1981), The Philippines Who's who, 2nd ed. Who's Who Publishers, Manilla
- Kasuya Publisher (1992), ASEAN Who's who, Vol. 2, Kasuya Publisher, Kuala Lumpur

### Websites
- Chan Robles Law Firm, Lijst met Filipijnse advocaten - P, website Chan Robles Law Firm (geraadpleegd op 21 januari 2014)
- Online Roster of Philippine Legislators, website Filipijns Huis van Afgevaardigden (geraadpleegd op 21 januari 2014)
- C.V. Ricardo Puno sr., website Puno & Puno Law Offices (geraadpleegd op 21 januari 2014)
- Julius N. Leonen, Ex-CA Justice Ricardo Puno Sr. passes away, The Philippine Daily Inquirer (25 juni 2018)